# Tylophora cameroonica
Espèce
Statut de conservation UICN

 NT  : Quasi menacé
Tylophora cameroonica N.E.Br. est une espèce de plantes à fleurs de la famille des Apocynaceae et du genre Tylophora, présente en Afrique tropicale.

## Description
C'est une liane grimpante robuste.

## Distribution
Assez rare, considérée comme « quasi menacée » du fait de la déforestation, l'espèce a été observée principalement au Cameroun, où le premier spécimen, peu documenté, a été récolté en 1887 au Rio del Rey. Il a été véritablement redécouvert le 14 février 1927 au mont Cameroun près de Buéa, puis plus tard au parc national de Campo-Ma'an. T. cameroonica a également été signalée en République démocratique du Congo (Kivu) et en Ouganda.